# Хаусторче
„Хаусторче“ је југословенски филм из 1988. године. Режирао га је Младен Митровић, који је написао и сценарио за филм.

## Улоге
| Глумац             | Улога |
| ------------------ | ----- |
| Џенад Голос        |       |
| Бојан Гогала       |       |
| Богдан Диклић      |       |
| Весна Пећанац      |       |
| Мустафа Надаревић  |       |
| Нада Пани          |       |
| Младен Нелевић     |       |
| Милијана Зиројевић |       |
| Мира Бањац         |       |
| Боро Стјепановић   |       |
| Маја Мијатовић     |       |